# Willem Sibbelee
Willem Sibbelee (Amsterdam, 21 september 1918 – aldaar, 4 november 1992) was een Nederlandse acteur die meespeelde in diverse Nederlandse producties, zoals films en series, waaronder Bassie en Adriaan. Hij vertolkte hierin de rol van politieagent en later als de boef B1. Tevens was hij te zien met het gezelschap van De Mounties. 
Sibbelee werd ook ‘Wil Sibbelee’ of ‘Willy Sibbelee’ genoemd. Eind jaren tachtig werd hij getroffen door een ernstige vorm van reuma. In 1992 overleed Sibbelee hieraan.

## Filmografie
- De wolf en zijn zeven dochters (1964) – Pietje
- 10.32 (1966)
- Puppet on a Chain (1970)
- Hotel de Botel (televisieserie) (1976) – Man
- Bassie en Adriaan en de plaaggeest (televisieserie) (1978) – Politieagent
- Bassie en Adriaan en het geheim van de sleutel (televisieserie) (1978-1979) – B1
- Bassie en Adriaan en de diamant (televisieserie) (1979-1980) – B1